# Sahadźa
Sahadźa (sanskryt सहज, „zrodzony sam z siebie”, „to co wrodzone”, „naturalność”, „spontaniczność”, ang. sahaja) – pojęcie doskonałego duchowo przyrodzonego stanu jednostki w niektórych nurtach filozofii indyjskiej. Jedno z imion hinduistycznego boga Śiwy.
Jego zastosowania odnajduje się zwłaszcza w buddyjskiej tradycji sahadźajana, w ruchu nathów i santów i bengalskich baulów, a także w tradycji o nazwie wisznuizm sahadźija. Swami Muktananda Paramahansa objaśnia ten stan jako stan naturalnego samadhi. Przebywając w tym samadhi, wszystko co jest napotykane i zarazem doświadczane w świecie, jest odbierane jako manifestacje jaźni.

## Historia
Pojęcia tego używał buddyjski mistrz Saraha, a rozpowszechnił sławny jogin Gorakhnath. Współcześnie do pojęcia sahadźi odnosi się Ken Wilber, wskazując na pokrywanie się jego znaczenia z buddyjskim terminem tathata.